# Cariona
Cariona là một chi bướm đêm thuộc họ Noctuidae.